# Ron Fawcett
Ron Fawcett est un grimpeur anglais né le 6 mai 1955. Il fait partie de la génération des grimpeurs des années 1970 à 1980. Il se trouve être l'un des premiers grimpeurs professionnels.
Il a remporté, en 2010, le prix de littérature de montagne Boardman Tasker avec Ed Douglas, pour leur livre Ron Fawcett, Rock Athlete.

## Ascensions remarquables
- 1978: The Cad (E5, 6a), North Stack, Gogarth, Anglesey
- May 1982: Tequila Mockingbird (E6 6b), Chee Tor, Derbyshire
- 1982: The Prow (E6 6b), Raven’s Tor, avec Gill Fawcett, sur 3 jours
- Slip 'n' Slide (E6 6a), Crookrise, Yorkshire
- Lord of the Flies (E6 6a), Dinas Cromlech, Snowdonia
- Strawberries (E6 6b), Tremadog, North Wales
- 1983: Master's Edge (E7 6b), Millstone Edge. the Peak District.  Selon le topo BMC c'est la pièce maitresse de Fawcett... avec une escalade difficile en continu et une sécurité limitée, finissant par une faille à couper le souffle
- Fawcett a fait la plus longue voie dans le Royaume-Uni, la traversée de 5 000 m de Stanage Edge